# Federația de Fotbal din Vietnam
Federația de Fotbal din Vietnam este corpul guvernator principal al fotbalului în Vietnam.

## Președinți
- Trịnh Ngọc Chữ (1989-1991)
- Dương Nghiệp Chí (interimar, 1991-1993)
- Đoàn Văn Xê (1993-tháng 10)
- Mai Văn Muôn (1997-2001)
- Hồ Đức Việt (2001-2003)
- Mai Liêm Trực (2003-2005)
- Nguyễn Trọng Hỷ (2005-2013)
- Lê Hùng Dũng (2013-2018)
- Trần Quốc Tuấn (2022-)